# Luis Weissmuller
Luis Francisco Weissmuller (ur. 5 sierpnia 1902 w San Carlos Centro, zm. w 1963) – argentyński piłkarz, grający podczas kariery na pozycji obrońcy.

## Kariera klubowa
Luis Weissmuller podczas piłkarskiej kariery występował w CS Palermo.

## Kariera reprezentacyjna
W 1928 Weissmuller uczestniczył w Igrzyskach Olimpijskich, na których Argentyna zdobyła srebrny medal. Na turnieju w Amsterdamie Weissmuller był rezerwowym i nie wystąpił w żadnym meczu. Nigdy nie zdołał zadebiutować w reprezentacji Argentyny.